# Carnophage
Carnophage ist eine Technical-/Brutal-Death-Metal-Band aus Ankara, Türkei, die im Jahre 2006 gegründet wurde.

## Geschichte
Die Band wurde im Jahre 2006 von Mert Kaya und Bengi Öztürk gegründet. Beide hatten schon öfter in verschiedenen Bands und Projekten miteinander zu tun. Ihre Vorstellung war eine kontrollierte, chaotische und technische Form des Death Metal. Einige Wochen nach der Gründung von Carnophage trat Onur Özçelik (Black Omen), der zuvor schon einige Jahre lang mit Kaya gespielt hatte, der Band bei und man begann, eigene Lieder zu schreiben. Während dieses Prozesses trat Berkan Basoğlu (Gitarrist bei Solitude) der Band bei und übernahm den Posten des Sängers. Nach einigen Monaten entschied man sich jedoch, zwei Gitarren einzusetzen, wodurch Basoğlu seinen Posten als Sänger wieder verlor und Gitarrist wurde. Man versprach sich durch den Einsatz von zwei Gitarren einen aggressiveren und komplexeren Klang. Oral Akyol stieß schließlich als neuer Sänger zu der Band, der vorher zehn Jahre lang bei Cidesphere tätig war und auch schon Sänger bei der Band Burst Appeal war. Carnophage war nun komplett und man nahm in den Midas'ın Kulaklığı Studios das Debütalbum Deformed Future // Genetic Nightmare auf. Die Band unterschrieb einen Vertrag bei Unique Leader Records und veröffentlichte das Debütalbum am 26. August 2008. Danach gaben sie verschiedene Konzerte, sowohl national als auch international. Laut Myspace ist für 2011 ein neues Album angekündigt.

## Stil
Carnophage wird mit anderen Death-Metal-Bands wie Nile, Suffocation und Deeds of Flesh verglichen. Besonders charakteristisch sind dabei die schnellen Blastbeats, die eingängigen Gitarrenriffs und die extrem tiefen Growls. Auffallend sind zudem auch die technisch sehr anspruchsvollen Soli von Gitarrist Mert Kaya.

## Diskografie
- 2008: Deformed Future // Genetic Nightmare (LP, Unique Leader Records)
- 2016: Monument  (Unique Leader Records)